# Liste de fromages néerlandais

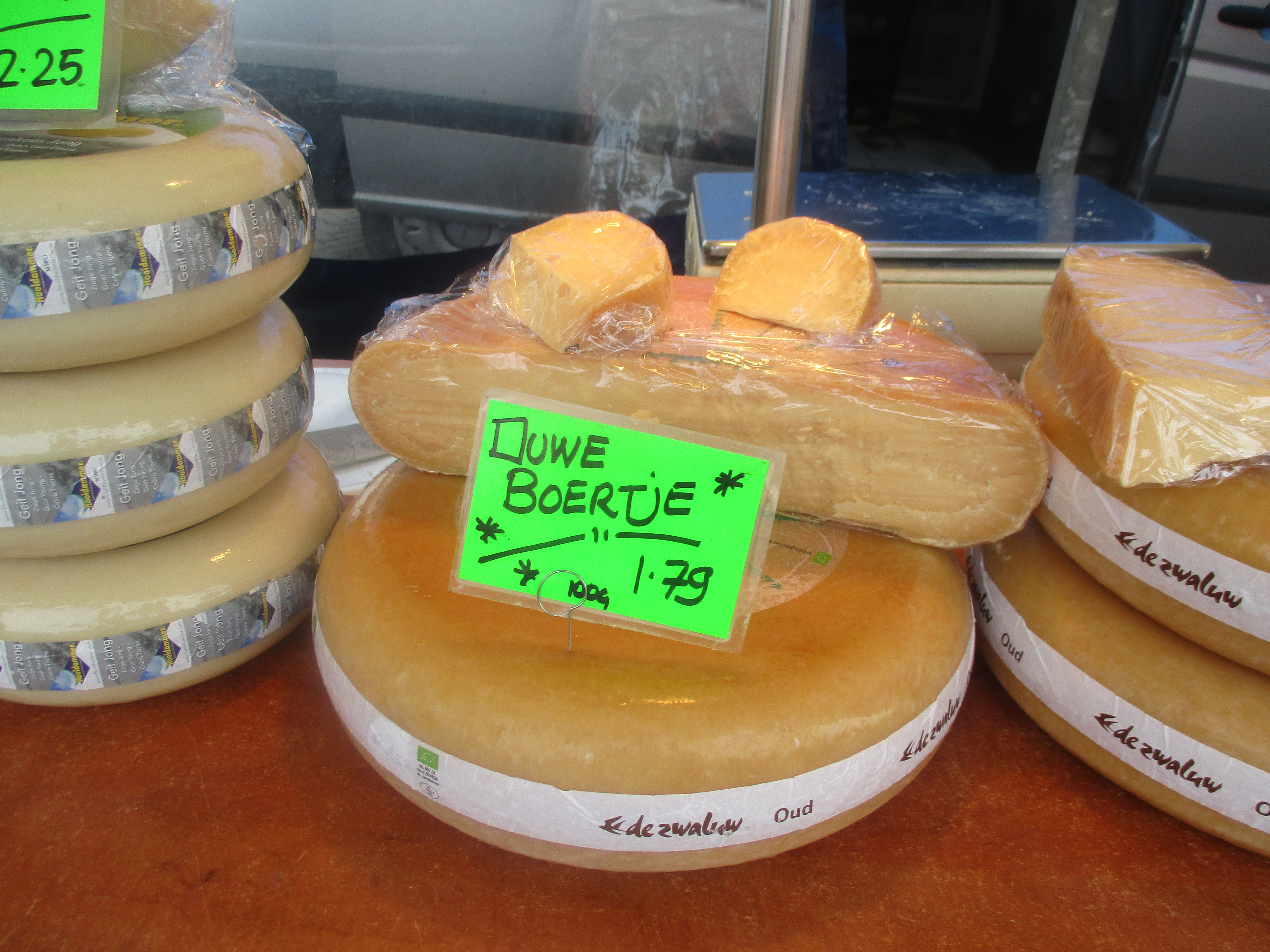
Fromage vieux fermier hollandais.

Les Pays-Bas sont réputés pour leurs élevages de vaches laitières. La qualité de l'herbe, du sol et de l'eau ont fait la réussite des fromages néerlandais qui, autrefois, étaient fabriqués par le paysan lui-même, avant que la production se fasse de manière industrielle, dont : 
- Boeren-Leidse met sleutels (Boeren-Leidse avec les clés) ;
- Edam, fromage au lait de vache à pâte pressée non cuite, à la saveur douce et à la texture souple ;
  - Noord-Hollandse Edammer (Edam de Hollande-Septentrionale) ;
- Leyden, fromage au lait de vache à pâte compacte et à croûte dure, parfumé au cumin, carvi et épices ;
- Gouda, fromage au lait de vache à pâte pressée, à la saveur fine. Il prend un goût piquant avec l'affinage ;
  - Noord-Hollandse Gouda (Gouda de Hollande-Septentrionale) ;
- Maasdam, fromage au lait de vache à trous, avec une saveur douce et un arrière goût de noisette, aujourd'hui presque entièrement industrialisé et affadi d'autant, sa production fermière n'arrive pas sur les étals français;
- Leerdam, fromage au lait de vache à trous, avec une saveur douce et un arrière goût de noisette.
- Beemster, fromage au lait de vache à pâte pressée, à la saveur fine. Il prend un goût piquant avec l'affinage.